# Hällsjön (Grytnäs socken, Dalarna)
Hällsjön är en sjö i Avesta kommun i Dalarna och ingår i Dalälvens huvudavrinningsområde. Sjön har en area på 0,0749 kvadratkilometer och ligger 142 meter över havet.

## Delavrinningsområde
Hällsjön ingår i det delavrinningsområde (667634-151880) som SMHI kallar för Utloppet av Nävden. Medelhöjden är 110 meter över havet och ytan är 24,83 kvadratkilometer. Det finns ett avrinningsområde uppströms, och räknas det in blir den ackumulerade arean 46,95 kvadratkilometer. Jularboån som avvattnar avrinningsområdet har biflödesordning 2, vilket innebär att vattnet flödar genom totalt 2 vattendrag innan det når havet efter 126 kilometer. Avrinningsområdet består mestadels av skog (52 procent) och jordbruk (18 procent). Avrinningsområdet har 4,17 kvadratkilometer vattenytor vilket ger det en sjöprocent på 16,8 procent.